# 이오공감
이오공감(25共感)은 대한민국 가수 이승환과 작곡가 오태호가 결성한 프로젝트 그룹 이름이자 그들이 발표한 앨범의 이름이다. 앨범은 1992년 6월 한장만 발매되었으며 후속활동은 없었다.

## 목록
1. 이오 LIVE!
2. 꿈꾸는 소년
3. 우리
4. 잃어버린 건 ... 나 Part 1
5. 잃어버린 건 ... 나 Part 2
6. 프란다스의 개
7. 늘 그런 세상이면 좋겠다
8. 나만 시작한다면
9. 한사람을 위한 마음
10. 밤이나 낮이나
11. 그저 친구
12. 사랑이 그리운 날들에

## 같이 보기
- 이승환 디스코그래피
- 이승환 콘서트